# Ilm-Kreis
Ilm-Kreis är ett distrikt (Landkreis) i centrala delen av det tyska förbundslandet Thüringen.

## Administrativ indelning
I förvaltningsrättslig mening finns i modern tid ingen skillnad mellan begreppet Stadt (stad) gentemot Gemeinde (kommun). Följande kommuner och städer ligger i Landkreis Ilm-Kreis: 

### Städer
| - Arnstadt | - Großbreitenbach | - Ilmenau | - Stadtilm |

### Kommuner
| - Amt Wachsenburg | - Geratal |  |  |

### Förvaltningsgemenskaper

#### Geratal/Plaue
| - Elgersburg | - Martinroda | - Plaue (stad) |  |

#### Riechheimer Berg
| - Alkersleben - Bösleben-Wüllersleben | - Dornheim, - Elleben | - Elxleben - Osthausen-Wülfershausen | - Witzleben |